# Spazio Pirandello
Spazio Pirandello foi um espaço gastronômico e cultural que servia como restaurante, bar, galeria de arte, antiquário e livraria, localizado na Baixa Augusta, em São Paulo, que funcionou entre os anos de 1980 e 1985. Era chamado de Piranda pelos frequantadores mais assíduos.

## História
Localizado na rua Augusta, número 311, o Spazio Pirandello foi instalado em um casarão de 1905 que possuía cinco salas e um jardim. Foi inaugurado em 7 de janeiro de 1980, funcionando de terça a domingo, a partir das 19 horas. Os frequentadores eram em sua maioria intelectuais, jornalistas, artistas e políticos. A casa foi fundada pelo ator de teatro e artista plástico Antonio Maschio e Wladimir Soares, um jornalista e crítico musical. Pouco tempo depois da inauguração da casa, os proprietários criaram a Calçada da Glória, onde personalidades imprimiam suas mãos e assinaturas no cimento. Foram feitos os registros de Paulo Autran, Lélia Abramo, Lygia Fagundes Telles, Emilinha Borba, Flávio Rangel, Adoniran Barbosa e Paulo Goulart, entre outros; mas que não resistiu às obras das companhias de luz e água.
O local se notabilizou pela diversidade artística de seus frequentadores, tornando-se um ponto de encontro habitual da noite paulistana, onde se reuniam os boêmios ligados a esquerda. Em suas mesas aconteceu a ideia inicial do movimento das Diretas Já, de 1984, um movimento da sociedade civil que exigia a redemocratização do país, ainda em ditadura militar. O fim da casa se deu quando os proprietários decidiram passar o local para outros donos, o que foi determinante para o encerramento das atividades. Antes de seu fim, a casa recebeu a homenagem de ter um livro onde escritores frequentadores do local escreveram contos sobre o espaço, Contos Pirandellianos - 7 Autores A Procura De Um Bar, de autoria de Mario Prata, Caio Fernando Abreu, Ignácio de Loyola Brandão, entre outros escritores.

### Exposições
O Spazio Pirandello foi sede de algumas exposições artísticas de relevo, entre elas destacam-se uma sobre Kafka (outubro/1981); Nonê de Andrade, dez anos depois (1982); Francisco Rebolo: gravuras (1982); Exposição Olimpíadas (1984) e Alicia Rossi (1985).